# Crkva sv. Lovre u Petrinji
Crkva svetog Lovre u Petrinji izgrađena u kasno-baroknom odnosno klasicističkom stilu je replika prvobitne crkve, koja je porušena za vrijeme velikosrpske okupacije Petrinje, 23. veljače 1992. godine.

## Položaj
Crkva se nalazi u strogom centru Petrinje u gradskom parku na Strossmayerovom šetalištu, u Pokuplju 13 km jugoistočno od Siska, na utoku Petrinjčice u Kupu, na 106 m apsolutne nadmorske visine.

## Povijest
Prva crkva u Petrinji izgrađena je 1603. godine, a prvotna (stara) crkva svetog Lovre u Petrinji u kasnobaroknom, odnosno neoklasicističkom stilu 1780. godine. Više od pola stoljeća crkva nije imala stalne svećenike, a župa je postojala povremeno. Župa svetog Lovre stalno djeluje tek od 1677. godine u sastavu Vojne krajine, i bila je pod velikim utjecajem krajiških vojnih vlasti.
Preživjela je teška razaranja Petrinje koju su napravili velikosrpski pobunjenici i JNA tijekom borba za grad ljeta i rane jeseni 1991. godine. Značajna oštećenja pretrpila je 2. rujna 1991., kad je potpukovnik JNA Slobodan Tarbuk zaprijetio hrvatskim snagama i ispunio prijetnju, pa je tog dana pored drugih civilnih objekata i crkva pogođena tenkovskim projektilima. Crkva je porušena do temelja 23. veljače 1992. godine. Do danas nije poznat počinitelj.
Nakon miniranja i rušenja crkve do temelja, teren je očišćen od ostataka i na njenom mjestu je zasijana trava i osmišljen park.
Poslije vojne operacije "Oluja" i oslobađanja Petrinje na temeljima stare crkve 2004. godine sagrađena je nova koja je do detalja arhitektonski oblikovana po projektima stare crkve, u već postojećem gradskom parku.
Od posljedica potresa 28. prosinca 2020. nastradalo je krovište crkve.

## Zvono
Zvono, koje je zvonilo na misnom slavlju koje je u Mariji Bistrici predvodio Sveti Otac Ivan Pavao II., kad je proglasio blaženim kardinala Alojzija Stepinca, 16. listopada 1998. dovezeno je u obnovljenu župnu crkvu svetog Lovre u Petrinji. Zvono teško 325 kilograma i široko 830 mm, koje je izradila zagrebačka privatna tvrtka "Metal-Product", petrinjskoj crkvi darovala je obitelj Stjepana Šafrana iz Zagreba. Zvono je privremeno stajalo na vrhu bistričke Kalvarije, ispred 12. postaje Križnog puta, i na tom mjestu se posljednji put oglasilo 16. listopada točno u 12 sati. Nakon toga zvono je preuzeo petrinjski župnik Ivica Šestak i postavio ga na zvonik obnovljene župne crkve.

## Orgulje
Crkva je 2015. godine dobila orgulje, koje su u Petrinju donesena, nakon četiri i pol godine obnove, iz crkve svetog Marka na zagrebačkom Gornjem gradu, gdje su svirale od 1936. godine. Orgulje imaju trideset registara, a izradila ih je Orguljaška radionica Heferer, prema konceptu orguljaša Franje i Čedomila Dugana, kao instrument za praćenje zborskog pjevanja. Orgulje imaju jedinstvenu povijesnu i muzikološku vrijednost. Blagoslovljene su 11. listopada 2015. godine. Svečano misno slavlje tijekom kojeg su blagoslovljene predvodio je sisački biskup Vlado Košić, u suslavlju sa župnikom preč. Josip Samaržija i đakonom Vjekoslavom Uvalićem.
Dispozcija:
| I. manual C–f3 |                |        |
| 1.             | Bourdon        | 16′    |
| 2.             | Principal      | 8′     |
| 3.             | Koppel         | 8′     |
| 4.             | Viola di Gamba | 8′     |
| 5.             | Solo flöte     | 8′     |
| 6.             | Salicional     | 8′     |
| 7.             | Traversflöte   | 4′     |
| 8.             | Oktav          | 4′     |
| 9.             | Superoktav     | 4′     |
| 10.            | Cornett        | 2 2/3′ |
| 11.            | Trompeta       | 8′     |

| II. manual C–f3 |                 |        |
| 12.             | Hornprincipal   | 8′     |
| 13.             | Konzertflöte    | 8′     |
| 14.             | Fugara          | 8′     |
| 15.             | Lieblichgedeckt | 8′     |
| 16.             | Aeoline         | 8′     |
| 17.             | Vox celeste     | 8′     |
| 18.             | Dolce           | 4′     |
| 19.             | Praestant       | 4′     |
| 20.             | Nasat           | 2 2/3′ |
| 21.             | Flautino        | 2′     |
| 22.             | Terz            | 1 3/5′ |
| 23.             | Siflöte         | 1′     |
| 24.             | Oboa            | 8′     |

| Pedal C–f1 |             |     |
| 25.        | Violonbass  | 16′ |
| 26.        | Subbass     | 16′ |
| 27.        | Zartbass    | 16′ |
| 28.        | Octavbass   | 8′  |
| 29.        | Gedecktbass | 8′  |
| 30.        | Posauna     | 16′ |
| 31.        | Trompeta    | 8′  |

Spojevi: I-P, II-P, Sup II-P, II-I, Sub II-I, Sup II-I, Sup II. 

Kolektivi: MF, F, TT, 0.

Pomagala: Setzer, crescendo (valjak), tremolo (II), žaluzije (II), ped. aut.

Trakture su električne s registarskim kancelama.

## Status
Stara crkva svetog Lovre u Petrinji, izgrađena 1780. godine, prije rušenja do temelja 1992. godine bila je spomenik 0. kategorije upisan u Registar spomenika kulture Hrvatske.

## Vanjske poveznice
- Petrinja Hrvatska enciklopedija, LZMK
- Znamenitosti, Petrinja